# تل خانه زنیان
تل خانه زنیان مربوط به سده‌های اولیه دوران‌های تاریخی پس از اسلام است و در شهرستان شیراز، بخش ارژن، دهستان قره چمن، روستای خانه زنیان، روبروی بخشداری، انتهای کوچه واقع شده و این اثر در تاریخ ۳۰ بهمن ۱۳۸۶ با شمارهٔ ثبت ۲۰۹۳۹ به‌عنوان یکی از آثار ملی ایران به ثبت رسیده است.